# Анна фон Брауншвайг-Люнебург (1502 – 1568)
Анна фон Брауншвайг-Люнебург (на немски: Anna von Braunschweig-Lüneburg; * 6 декември 1502, Целе; † 6 септември 1568, Щетин) от род Велфи, е принцеса от Брауншвайг-Люнебург и чрез женитба херцогиня на Померания-Щетин.

## Живот
Тя е най-малката дъщеря на херцог Хайнрих I фон Брауншвайг-Люнебург († 1532) и съпругата му Маргарета Саксонска (1469 – 1528), дъщеря на курфюрст Ернст от Саксония († 1486) и Елизабет Баварска († 1484).
Анна се омъжва на 2 февруари 1525 г. в Щетин за херцог Барним IX от Померания-Щетин (* 2 декември 1501; † 2 ноември 1573). Нейната зестра са 12 000 гулдена и град Слупск като витум.
Умира на 6 септември 1568 г. в Щетин на 65 години и е погребана там в църквата Св. Ото.

## Деца
Анна и Барним IX имат седем деца:
- Богислав XII († сл. 1541)
- Александра († млада)
- Мария (* 2 февруари 1527; † 19 февруари 1554), омъжена 1544 г. за граф граф Ото IV фон Шаумбург († 1576)
- Доротея (* 7 февруари 1528; † 4 юни 1558), омъжена на 8 юли 1554 г. за граф Йохан фон Мансфелд-Хинтерорт († 1567)
- Елизабета († ок. 1554)
- Анна (* 5 февруари 1531; † 13 октомври 1592), омъжена I. на 16 май 1557 г. в Цербст за княз Карл фон Анхалт-Цербст († 1561), II. 1562 г. в Щетин за Хайнрих VI фон Плауен, бургграф на Майсен († 1572). III. 1574 г. за граф Йобст II фон Барби-Мюлинген († 1609)
- Сибила (* 25 април 1541; † 21 септември 1564)